# José Márquez Caballero
José Márquez Caballero   (Moguer, 1873 - 1948) fou un jurista andalús.

## Trajectòria
És llicenciat en dret i tornà a Moguer, on fou secretari de l'ajuntament i jutge municipal. Després va opositar per a jutge i el 1907 fou destinat a Telde (Canàries), on es va fer amb un cert reconeixement. El 1922 fou destinat a Barcelona, on exercí de jutge i de magistrat de l'Audiència de Barcelona. Pel novembre de 1930 el govern de l'almirall Juan Bautista Aznar-Cabañas el va nomenar governador Civil de Barcelona, càrrec que va exercir fins a la proclamació de la Segona República Espanyola el 14 d'abril de 1931.
El 1932 fou separat de la judicatura per haver col·laborat amb la dictadura de Primo de Rivera, però sembla que després va tornar a exercir, ja que el juny del 1936 era el titular del jutjat número 6 i com a tal va exculpar Justo Bueno Pérez del crim dels germans Badia per manca de proves. En esclatar la guerra civil espanyola aconseguí fugir de Barcelona i marxà a Burgos, on fou nomenat el 1938 magistrat del Tribunal Suprem Franquista. Es deia d'ell que durant la guerra es reunia amb els advocats dels acusats d'espionatge i traïció per tal que preparessin millor la defensa, i que fins i tot sostreia els expedients judicials. El seu fill, José Márquez Azcárate, fou fiscal del Tribunal Suprem fins a la seva jubilació en 1976.